# Blackfield
Blackfield (anglicky černé pole) jsou oblasti či objekty dříve využívané k průmyslové výrobě a těžbě, které ztratily postupem času svoji funkci a jsou aktuálně nejméně jeden rok nevyužívány. Vyznačují se vysokými hodnotami kontaminace půdy, podzemních, povrchových vod i ostatních složek životního prostředí. Území se nedá využívat ve velké míře kvůli vysokým hodnotám kontaminace. Území blackfield je možné označit jako nejhorší variantu obecnějšího pojmu brownfield. Kvůli extrémně špatnému stavu těchto lokalit představují blackfieldy reálné riziko pro životní prostředí a lidské zdraví. Blackfieldy proto vyžadují okamžitý zásah, který by tento negativní vliv co nejvíce eliminoval.
Pojem blackfield je vymezen zejména na základě socioekonomických funkcí, využívání půdy a zásahu člověka, proto nemusí být jejich definiční rozsah vždy totožný s některými definičními typologiemi (což platí i pro brownfieldy, greenfieldy a greyfieldy). Zahrnutí funkčního faktoru do těchto oblastí tak ulehčuje analyzování transformace v dané oblasti, např. na Ostravsku.
Mezi blackfieldy je možné zařadit veškeré druhy skládek, včetně těch se škodlivými materiály a látkami, dále povodňové nádrže, oblasti chemicky či radiologicky kontaminované, oblasti těžby uhlí i ropy a jiné lokality s výrazným negativním vlivem na životní prostředí. Výrazný negativní vliv mají i opuštěné nádrže s pesticidy či jinými chemikáliemi užitých v zemědělství. Velké riziko představují i nedostatečně zabezpečené obecní a městské jednotky, které se potýkají s nevhodným skladováním odpadu a odvádění odpadních vod, dále pak i servisní, obslužné budovy, kde probíhaly laboratorní práce za použití toxických a jedovatých látek.